# Zemětřesení v Lýdii (17)
Zemětřesení v Lýdii v roce 17 způsobilo zničení nejméně dvanácti měst v římské provincii Asie. Zemětřesení zaznamenali římští historikové Tacitus a Plinius starší a řečtí historikové Strabón a Eusebios z Kaisareie. Plinius událost nazval „největším zemětřesením v lidské paměti“. 

## Sardy
Nejvíce postiženo bylo bývalé hlavní město Lýdské říše Sardy, jehož obyvatelé byli v důsledku toho od římského císaře Tiberia na pět let osvobozeni od všech daní. Sám Tiberius věnoval na rekonstrukci města 10 milionů sesterciů. Na jeho počest byla v Sardách v roce 43 vztyčena socha s nápisem „zakladatel města“.